# Халапа-Энрикес
Хала́па (устар. Ялапа / Jalapa), официально Хала́па-Энри́кес (исп. Xalapa-Enríquez) — город в Мексике, столица штата Веракрус и административный центр муниципалитета Халапа. От имени города происходит название широко культивируемых в его окрестностях острых перцев халапеньо и лекарственного растения ялапа. 
Город Халапа расположен на автотрассе и железнодорожной линии Мехико — Веракрус. Из некоторых районов города просматривается расположенный в 65 км южнее вулкан Ситлалтепетль — самая высокая точка Мексики. Численность населения, по данным переписи 2010 года, составила 424 755 человек. 

## История
Тотонаки были первыми, кто поселился в районе возвышенности «Макуэльтепель» (исп. Macuiltepetl), которая ныне является парком. Название города происходит от ацтекских слов xal-li — «песок» и a-pan — «водное место», что приблизительно означает «ручей в песке» (в языке ацтеков произносится как «шалапан»). В 1892 году к названию добавили фамилию губернатора Хуана де ла Лус Энрикеса.
В XIV веке, по крайней мере, четыре народа построили в этом месте свои поселения: Салитик (исп. Xalitic) — тотонаки, Тэчапкапан (исп. Techacapan) — чичимеки, Тэкуанапан (исп. Tecuanapan) — тольтеки и Тляльнекапан (исп. Tlalnecapan) — теочичимеки. Около 1313 года все эти деревни объединились в один город.
Во второй половине XV века ацтекский царь Монтесума Илуикамина подчинил Халапу своей империи. В 1519 испанский конкистадор Эрнан Кортес проходил через город во время своей экспедиции до Теночтитлана. В 1555 был построен францисканский монастырь. После завоевания Мексики испанцами, важность Халапы снизилась. Однако, с ростом торговли, примерно с 1720-х город стал играть всё более заметную роль. Стала значительно расти численность населения.
В начале XIX века Халапа стал ареной некоторых важных исторических событий во время движения за независимость Мексики. В 1824 был создан первый законодательный орган штата Веракрус и в том же году Халапа стал столицей штата. В 1830 году был предоставлен статус города.
Во время американского вторжения 1847 генерал Антонио Лопес де Санта Анна с армией в 12 000 человек попытался разбить противника около Халапы в битве при Серро-Гордо. Мексиканские войска потерпели тяжёлое поражение, потеряв 1000 человек убитыми и 3000 ранеными, что привело к захвату города американцами.
В 1862 город вновь подвергся оккупации, на этот раз французской.
В 1890 в город прибыл первый локомотив по новой железной дороге, связавшей порт Веракрус с центром страны. В 1920 сильное землетрясение разрушило несколько зданий. Однако вскоре город был восстановлен.

## Экономика
Основной статьёй экономики города является сфера обслуживания туристов. Халапу часто называют также «цветником Мексики», так как разведение цветов играет важную роль в экономике. Имеются предприятия по производству кофе, табака, переработке фруктов и овощей. Также есть фермы по разведению скота и птицы. Имеются предприятия нефтегазовой, хлопчатобумажной, пищевой промышленности. На плантациях выращиваются технические и плодовые культуры.
Халапа — крупный транспортный узел шоссейных и железных дорог. В 15 минутах езды от города имеется небольшой аэропорт Эль Ленсеро (исп.). Есть университет. 
- Кафедральный собор
- Резиденция губернатора
- Городской парк имени Хуареса
- Музей ольмекской культуры